# Funmilayo Ransome-Kuti
Funmilayo Ransome Kuti, MON (pronúncia:  /fʊnmiːˈlaɪjoʊ/ˈ rænsəm/ - /ˈku.ti/) (Abeocutá, Nigéria, 25 de outubro de 1900 – Lagos, Nigéria, 13 de abril de 1978), foi uma professora, política militante, ativista dos direitos das mulheres e aristocrata tradicional da Nigéria. Ela serviu com distinção como um dos líderes mais proeminentes de sua geração. Ela também foi a primeira mulher no país a dirigir um carro. O ativismo político de Ransome-Kuti a levou a ser descrita como a decana dos direitos femininos na Nigéria, bem como a ser considerada como "A Mãe de África." Logo no início, ela era uma força muito poderosa na defesa do direito ao voto da mulher nigeriana. Ela foi descrita em 1947 pelo jornal West African Pilot como a "Leoa de Lisabi" por conta de sua liderança das mulheres ebás em uma campanha contra a tributação arbitrária delas. Essa luta levou à abdicação do obá Ademola II em 1949.
Kuti foi a mãe dos ativistas Fela Anikulapo Kuti, músico; Beko Ransome-Kuti, médico; e Olikoye Ransome-Kuti, professor, doutor, um médico e ministro da saúde. Ela também foi avó dos músicos Seun Kuti e Femi Kuti.

## Vida

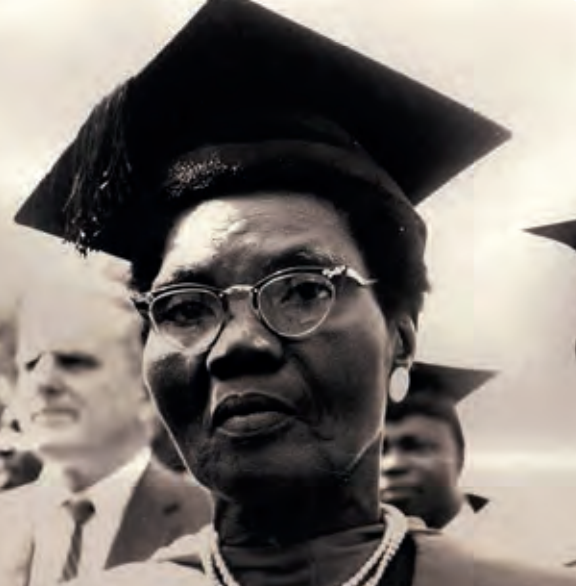
Funmilayo Ransome-Kuti em sua graduação

Francis Abigail Olufunmilayo Thomas nasceu em 25 de outubro de 1900, em Abeocutá, filha de Daniel Olumeyuwa Thomas e Lucretia Phyllis Omoyeni Adeosolu. Seu pai era filho de um ex-escravo vindo de Serra Leoa (ver Colonos de Nova Escócia), que traçou sua ancestralidade à Abeocutá, no que é hoje o estado de Ogun, na Nigéria. Ele tornou-se um membro do igreja anglicana, e logo retornou à terra natal de seus companheiros ebás.
Ela concluiu o ensino médio pela Escola de Gramática de Abeocutá (Abeokuta Grammar School) e, mais tarde, foi para a Inglaterra para prosseguir com seus estudos. Logo voltou à Nigéria e tornou-se professora. Em 20 de janeiro de 1925, casou-se com o reverendo Israel Oludotun Ransome-Kuti. Ele também defendeu o povo de seu país, e foi um dos fundadores do União Nigeriana de Professores e da União Negiriana de Estudantes.
Em 1965, Ransome-Kuti recebeu a honraria de membro da Ordem da Nigéria. Em 1968, a Universidade de Ibadã concedeu a ela o título de doutor honoris causa em direito. Ela também fez parte da Casa dos Chefes Ocidental da Nigéria como oloiê iorubá.

## Ativismo
Ao longo de sua carreira, ela foi conhecida como educadora e ativista. Ela e Elizabeth Adekogbe foram lideranças dinâmicas nos direitos das mulheres na década de 1950. Ela fundou uma organização para as mulheres em Abeocutá, com uma adesão total de mais de vinte mil indivíduos, abrangendo tanto mulheres alfabetizadas e analfabetas.
"Nenhum membro da União deveria se achar melhor do que os outros. Todos devem ter liberdade e felicidade juntos."

### Direitos das mulheres

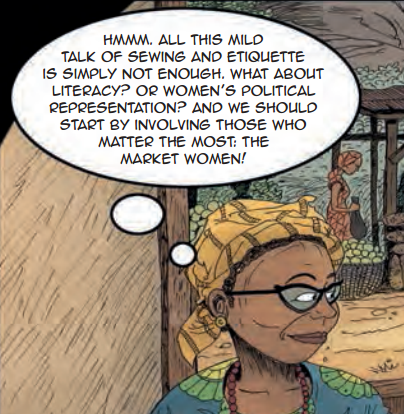
"Hmmm. Toda essa conversa amena sobre costura e etiqueta não é o bastante. E quanto à alfabetização? Ou a representação políticas das mulheres? E nós deveríamos começar envolvendo aquelas que são mais importantes: as mulheres do mercado." Imagem de Funmilayo Ransome-Kuti e A União das Mulheres de Abeocutá.

Ransome-Kuti lançou a organização ao reconhecimento do público quando conclamou as mulheres contra o controle de preços que feriam as mulheres do mercado. O comércio era uma das principais ocupações das mulheres na Nigéria Ocidental na época. Em 1949, ela liderou um protesto contra as Autoridades Nativas, especialmente contra o Alaquê da Ebalândia. Ela apresentou documentos que alegavam abuso de autoridade pelo Alake, a quem havia sido concedido o direito de recolher os impostos pelo seu suserano colonial, o Governo do Reino Unido. Posteriormente, ele renunciou a sua coroa por um tempo por conta deste caso. Ela também supervisionou o sucesso da abolição de taxas de imposto diferenciadas para mulheres. Em 1953, fundou a Federação de Sociedades de Mulheres, que, posteriormente, formou uma aliança com o Federação Democrática Internacional das Mulheres. (Ver também Conselho Nacional de Sociedades de Mulheres.)
Funmilayo Ransome-Kuti fez campanha pelo voto feminino. Durante muitos anos, ela foi membro do partido governista do Conselho Nacional da Nigéria e Camarões (NCNC), mas foi expulsa quando não se elegeu para um assento no parlamento federal. Ela foi tesoureira e, depois, presidente da Associação de Mulheres da NCNC Ocidental.
Após sua suspensão, a voz política de Ransome-Kuti foi reduzida por contra da orientação da política nacional: dois dos mais poderosos membros da oposição, Awolowo e Adegbenro, tinham apoio. No entanto, ela continuou sua militância.
Nos anos 1950, ela foi uma das poucas mulheres eleitas para a Casa dos Chefes. Na época, este era um dos órgãos mais influentes de sua pátria.
Ela fundou a União das Mulheres ebás ou de Abeocutá juntamente com Eniola Soyinka (sua cunhada e a mãe do ganhador do Prêmio Nobel Wole Soyinka). Diz-se que esta organização já chegou a ter uma adesão de vinte mil mulheres. Entre outras coisas, Funmilayo Ransome-Kuti organizou oficinas para mulheres do mercado analfabetas. Ela continuou a fazer campanha contra impostos e controles de preços.

### Proibição de viagens

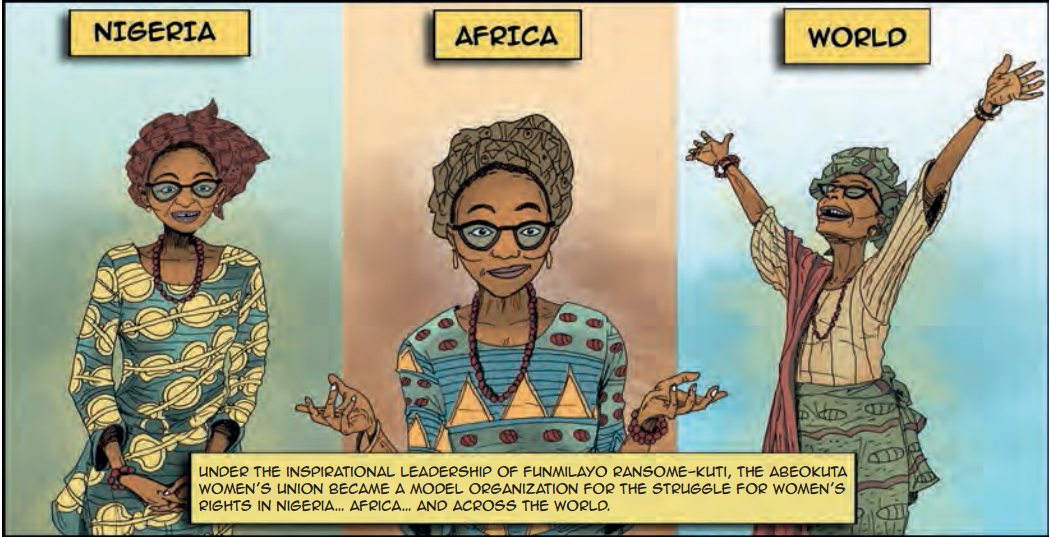
"Nigéria - África - Mundo. Sob a liderança inspiradora de Funmilayo Ransome-Kuti, a União das Mulheres de Abeokuta tornou-se um modelo de organização pela luta dos direitos das mulheres na Nigéria... na África... e ao redor do mundo." Imagem de Funmilayo Ransome-Kuti e a União da Mulher de Abeocutá

Durante a Guerra Fria e antes da independência de seu país, Funmilayo Kuti viajou bastante e irritou tanto os governos nigeriano como o inglês e estadunidense por seus contatos com o Bloco Soviético. Isso incluía sua viagem para a ex-URSS, Hungria e China, onde conheceu Mao Tsé-Tung. Em 1956, seu passaporte não foi renovado pelo governo, porque foi dito que "pode-se presumir que a intenção dela influenciar... mulheres com ideias e políticas comunistas." Também foi recusada a ela um visto para os EUA, porque o governo estadunidense alegou que ela era uma comunista.
Antes da independência, ela fundou o Partido Popular dos Plebeus, numa tentativa de desafiar o governo do NCNC, conseguindo negar-lhes a vitória em sua área. Ela recebeu 4 665 votos contra os 9 755 do NCNC, permitindo, assim, que o chamado Grupo de Ação da oposição (que tinha 10 443 votos) ganhasse. Ela foi um dos delegados que negociaram a independência da Nigéria com o governo britânico.

## Morte
Na velhice, seu ativismo foi ofuscado pelo de seus três filhos, que fizeram oposição a várias ditaduras militares nigerianas.
Em 1978, o complexo de seu filho de Fela, uma comuna conhecida como a República Kalakuta, foi invadida por mil militares armados e Funmilayo foi jogada da janela do terceiro andar. Ela entrou em coma em fevereiro do mesmo ano e, por conta de seus ferimentos, morreu em 13 de abril de 1978.

## Controvérsia da nota de N5000
Em 30 de agosto de 2012, um de seus netos, o músico Seun Kuti, respondeu a perguntas de fãs e amigos em Channels Televison, o hangout nigeriano via Google+. Dizendo que sua avó foi assassinada pelo Governo Federal, Seun Kuti pediu ao Governo Federal um pedido de desculpas para sua família pela morte de Funmilayo Kuti antes de considerar imortalizá-la com uma foto sua na nota de N5000. Em 3 de setembro de 2012, o governo Nigeriano não respondeu ao seu pedido, nem pediu desculpas. Vários grupos de protesto se formaram em redes sociais, aumentando a pressão para uma desculpa do governo. A proposta da nota de N5000 foi posteriormente retirada pelo governo nigeriano.

## Realizações
- Uma das mulheres eleitas para a Casa dos Chefes, servindo como oloiê do povo Iorubá.
- Membro do Conselho Nacional da Nigéria e Camarões
- Tesoureira e Presidente da Associação de Mulheres do Conselho Nacional da Nigéria e Camarões.
- Líder de União da Mulher de Abeocutá.
- Líder do Partido Popular dos Plebeus.
- Líder da União das Mulher da Nigéria.
- Primeira mulher a dirigir um carro na Nigéria
- Vencedora do Prêmio Lênin da Paz.[16][17]